# 부여 태양리 백제석실고분
부여 태양리 백제석실고분(扶餘 太陽里 百濟石室古墳)은 대한민국 충청남도 부여군 구룡면에 있는 백제의 무덤이다. 1984년 1월 11일 충청남도의 기념물 제45호로 지정되었다.

## 개요
작은 구릉의 남쪽 경사면에 있는 백제무덤이다.
1983년 국립부여박물관에서 실시한 발굴조사에 의하면 이 무덤의 구조는 풍화된 자연암반층을 판 후 그 안에 다듬은 화강암 판석으로 내부를 만들고 무덤의 뚜껑까지 완전히 묻히도록 한 굴식돌방무덤(횡혈식석실분)이다. 널길(연도)은 남벽면 가운데 있고 천정은 무덤의 횡단면이 윗면의 모서리를 죽인 6각이 되도록 동서 벽면의 윗부분을 안으로 꺾은 이른바 꺾임천정(평사천장)이다.
널길의 입구는 할석과 흑갈색 부식토로 막아 이중폐쇄하였다. 널방(현실) 바닥에는 크기가 일정하지 않은 납작한 잡돌을 정교하게 귀를 맞추어 깔았다. 이 바닥돌의 아래층은 두께 10∼15cm 가량의 모래층으로, 특수한 배수시설이 없이도 자연배수가 되도록 하였다. 껴묻거리(부장품)은 처음부터 넣지 않아서 관 못이외의 유물은 수습되지 않았다.
부여 태양리 돌방무덤과 같은 판석조의 굴식돌방무덤은 백제가 공주에서 부여로 도읍을 옮긴 후 많이 성행한 무덤으로서, 이 무덤 또한 6세기 말에서 7세기 초의 것으로 추정된다.

## 참고 자료
- 부여태양리백제석실고분 - 국가유산청 국가유산포털